# Rune Larsson (långdistanslöpare)
Lars Rune Larsson, född den 11 maj 1956 i Sjuntorp i Fors församling, är en svensk ultradistanslöpare. Han ansågs som en av världens bästa ultradistanslöpare under 1980-talet. Han är gift med löparen Mary Larsson, född Hanudel, och har två barn tillsammans med henne.

## Karriär
Larsson började springa redan som barn och deltog vid 16 års ålder i sitt första maratonlopp. Han slutade på tiden 3:04:24. 1981 satte Larsson personligt rekord på 2:18:38 på Boston Marathon. Men det var till längre sträckor hågen stod. Larsson var inte den förste svenske ultradistanslöparen men den förste som gjorde internationellt erkända resultat. Bland annat vann han det 246 kilometer långa Spartathlon 1987, 1988 och 1993. Hans svenska rekord på 100 kilometer på 6:43:36 stod sig mellan 1987 och 2009 och hans nordiska rekord på 24-timmars löpning på 262 640 meter stod sig från 1986 till 2017.
Rune Larsson tilldelades Svenska Roddförbundets pris "Årets roddare 2001" för sin och Niclas Mårdfelts rodd från Teneriffa till Barbados, en sträcka på 5 000 kilometer som tog 95 dagar att genomföra.
2004 tilldelades Larsson tidningen Outsides pris "Årets Äventyrare" för sin löptur tvärs över Amerika utan support från San Diego till Sandy Hook i New Jersey. Löpningen omfattade en sträcka av 4 970 kilometer och genomfördes på 77 dagar vilket innebär 6,4 mil löpning i snitt per dag.
2011 sprang Larsson tillsammans med Susanne Johansson den cirka 4 000 kilometer långa sträckan från Monte Gordo i Portugal hem till Trollhättan respektive Halmstad.
2017 gav Larsson ut boken Löparglädje - från motion till ultradistans, som innehåller fakta och råd kring löpning.